# Fabienne Humm
Fabienne Humm (Zúric, 20 de desembre de 1986) es una centrampista de futbol internacional per Suïssa. Ha desenvolupat la seva carrera al seu país, i actualment juga al FC Zürich, on ha guanyat 5 Lligues i 4 Copes. Al Mundial 2015 va marcar contra Equador el hat-trick més ràpid de la història de la competició (47'-52').

## Trajectòria
- FC Schlieren (06/07 - 08/09)
- FC Zürich (09/10 - act)